# Crépey
Crépey est une commune française située dans le département de Meurthe-et-Moselle en région Grand Est.

## Géographie

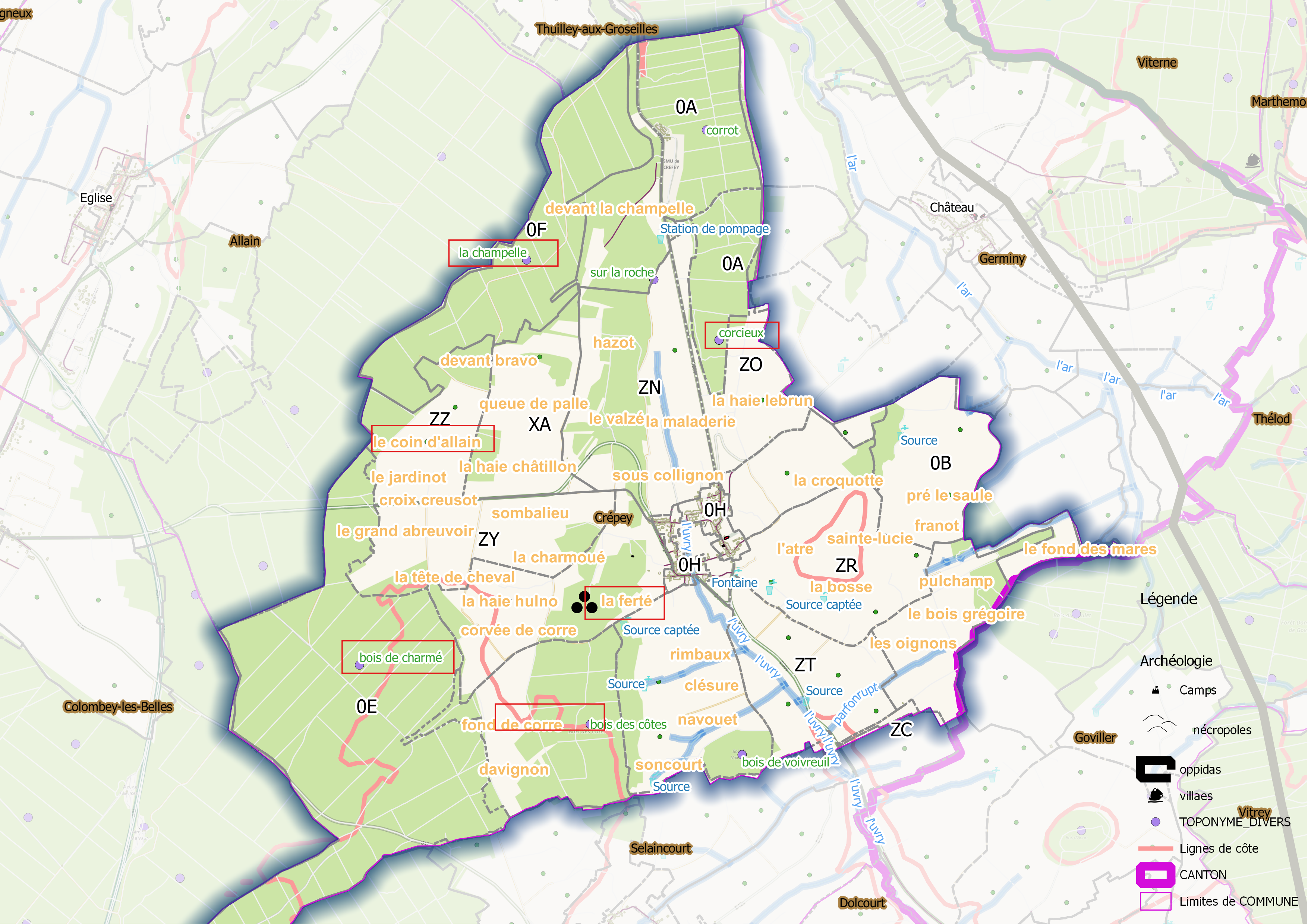
Fig. 1 - Crepey - ban communal.

La commune d'une superficie de 2 139 hectares est arrosée par le ruisseau d'Uvry sur plus de 2 km. D'après les données Corine Land Cover, le territoire communal comprenait en 2011, près de 55 % de terres arables et prairies, 44 % de forêts et 1,3 % de zones bâties.
Communes limitrophes
| Allain              | Thuilley-aux-Groseilles | Germiny            |
| Colombey-les-Belles | Crépey                  | Thélod             |
| Colombey-les-Belles | Selaincourt             | Dolcourt, Goviller |

### Hydrographie
La commune est traversée par la ligne de partage des eaux entre les bassins versants du Rhin et de la Meuse au sein du bassin Rhin-Meuse. Elle est drainée par le ruisseau d'Uvry,.
Le ruisseau d'Uvry, d'une longueur de 13 km, prend sa source dans la commune  et se jette  dans le Brénon à Vézelise, après avoir traversé sept communes. 

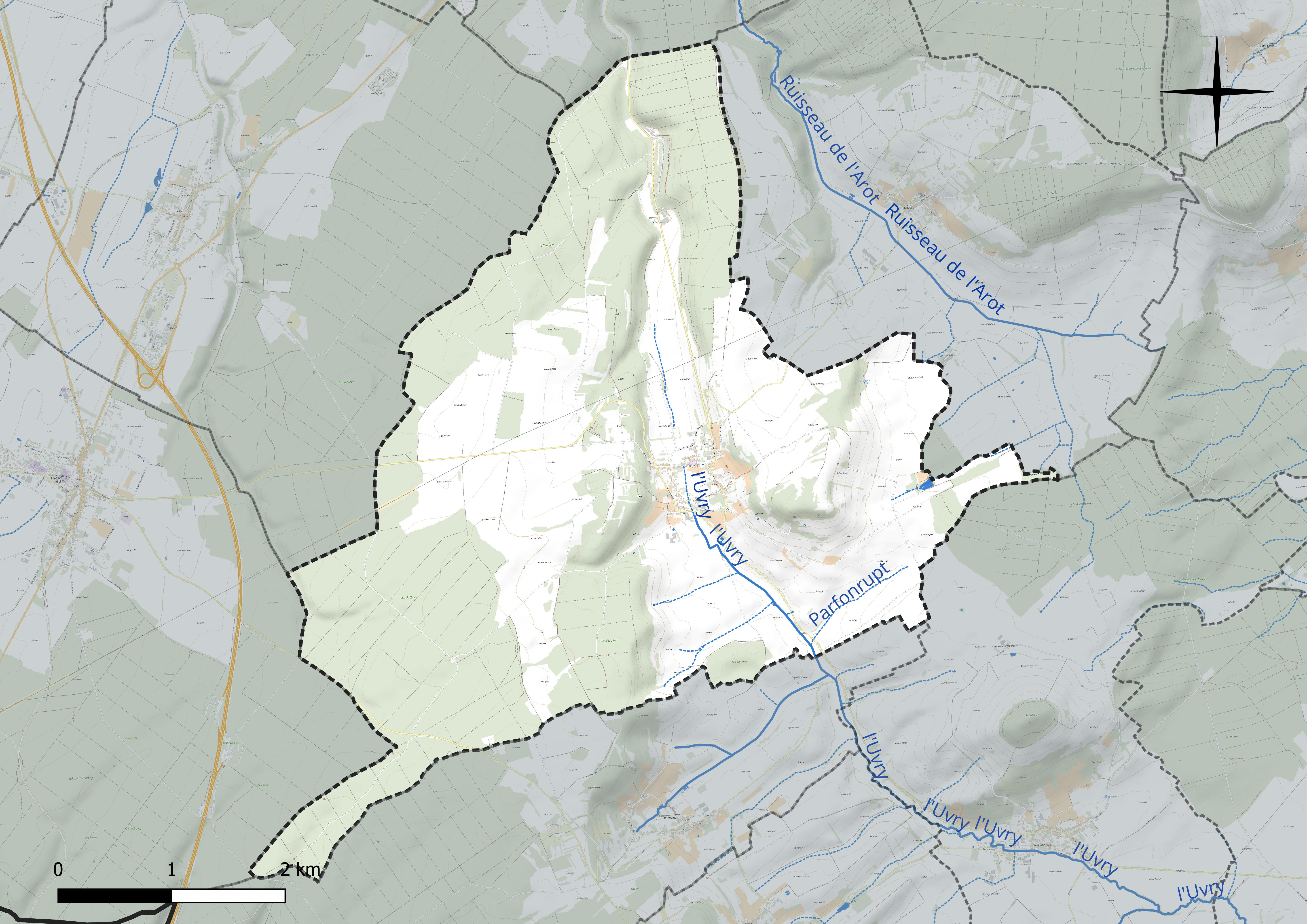
Réseau hydrographique de Crépey.

### Climat
Pour des articles plus généraux, voir Climat du Grand Est et Climat de Meurthe-et-Moselle.
En 2010, le climat de la commune est de type climat des marges montargnardes, selon une étude du Centre national de la recherche scientifique s'appuyant sur une série de données couvrant la période 1971-2000. En 2020, Météo-France publie une typologie des climats de la France métropolitaine dans laquelle la commune est dans une zone de transition entre le climat océanique altéré et le climat océanique altéré et est dans la région climatique  Lorraine, plateau de Langres, Morvan, caractérisée par un hiver rude (1,5 °C), des vents modérés et des brouillards fréquents en automne et hiver. 
Pour la période 1971-2000, la température annuelle moyenne est de 9,3 °C, avec une amplitude thermique annuelle de 17 °C. Le cumul annuel moyen de précipitations est de 884 mm, avec 11,9 jours de précipitations en janvier et 10 jours en juillet. Pour la période 1991-2020, la température moyenne annuelle observée sur la station météorologique de Météo-France la plus proche, « Nancy-Ochey », sur la commune d'Ochey à 6 km à vol d'oiseau, est de 10,5 °C et le cumul annuel moyen de précipitations est de 810,4 mm. 
La température maximale relevée sur cette station est de 39,6 °C, atteinte le 25 juillet 2019 ; la température minimale est de −19,1 °C, atteinte le 12 janvier 1987,,. 
Les paramètres climatiques de la commune ont été estimés pour le milieu du siècle (2041-2070) selon différents scénarios d'émission de gaz à effet de serre à partir des nouvelles projections climatiques de référence DRIAS-2020. Ils sont consultables sur un site dédié publié par Météo-France en novembre 2022.

## Urbanisme

### Typologie
Au 1er janvier 2024, Crépey est catégorisée commune rurale à habitat dispersé, selon la nouvelle grille communale de densité à sept niveaux définie par l'Insee en 2022.
Elle est située hors unité urbaine. Par ailleurs la commune fait partie de l'aire d'attraction de Nancy, dont elle est une commune de la couronne,. Cette aire, qui regroupe 353 communes, est catégorisée dans les aires de 200 000 à moins de 700 000 habitants,.

### Occupation des sols
L'occupation des sols de la commune, telle qu'elle ressort de la base de données européenne d’occupation biophysique des sols Corine Land Cover (CLC), est marquée par l'importance des territoires agricoles (49,6 % en 2018), en augmentation par rapport à 1990 (47,1 %). La répartition détaillée en 2018 est la suivante : forêts (43,7 %), terres arables (33,6 %), prairies (11,6 %), milieux à végétation arbustive et/ou herbacée (5,5 %), zones agricoles hétérogènes (4,4 %), zones urbanisées (1,3 %). L'évolution de l’occupation des sols de la commune et de ses infrastructures peut être observée sur les différentes représentations cartographiques du territoire : la carte de Cassini (XVIIIe siècle), la carte d'état-major (1820-1866) et les cartes ou photos aériennes de l'IGN pour la période actuelle (1950 à aujourd'hui).

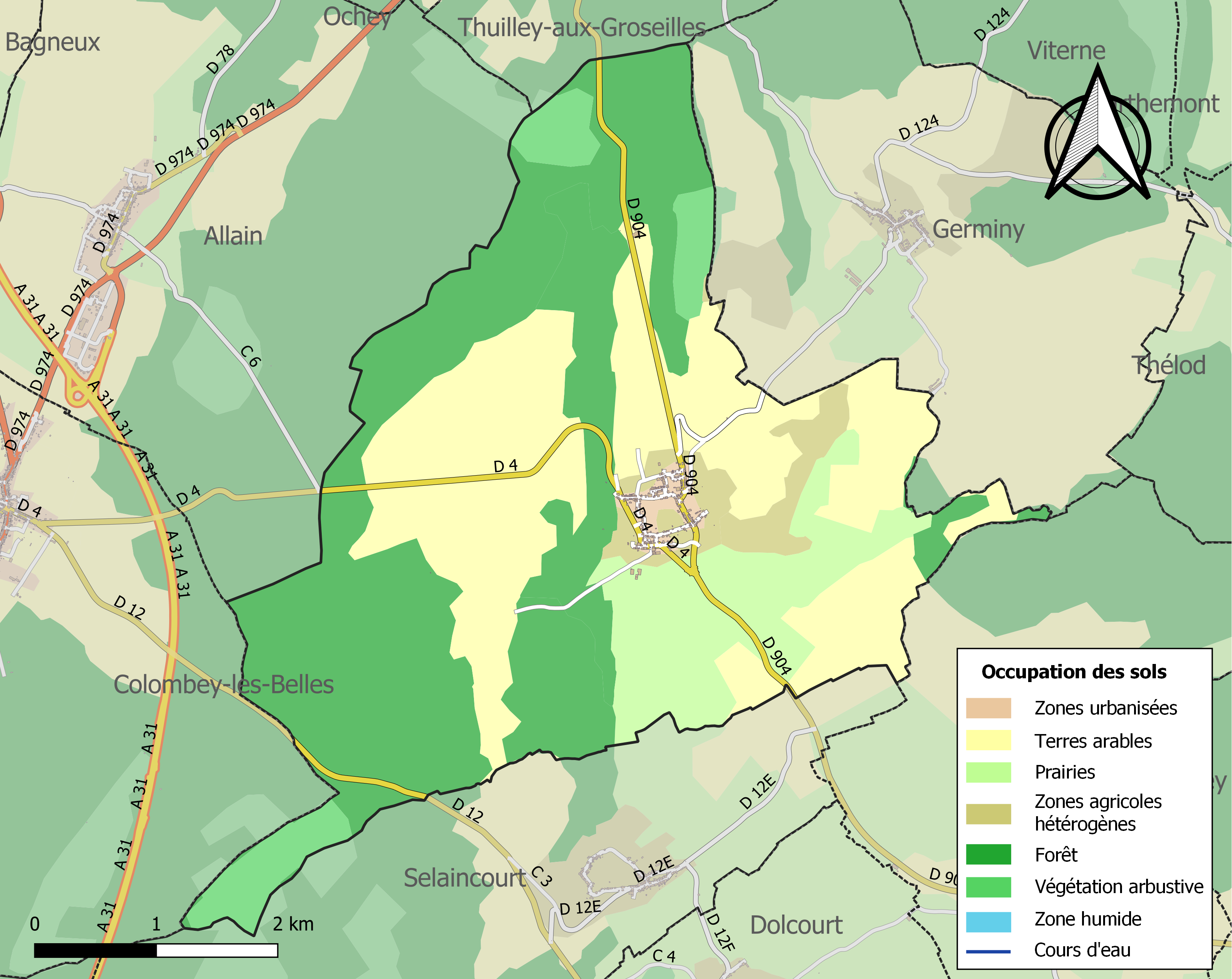
Carte des infrastructures et de l'occupation des sols de la commune en 2018 (CLC).

## Toponymie
Le nom de la localité est attesté sous les formes Basilica in Crepiaco (836) ; Crespiacus en 869 ; Crepicum (884) ; Cripiacum (948) ; Crippiacum (1033) ; Crupeium (1168-1173) ; Cruppei (1267) ; Crepels (1304) ; Creppey (1487) ; Crespy ou Crépy (1719).
Un plan des bois de Crépey fut demandé à un arpenteur en 1726, de nombreux micro-toponymes y figurent qui existent encore : la Champelle, le Charmé, les Côtes, Corcieux.(Fig. 1)

## Histoire
Dans le Toulois, on surnommait les habitants « Fiauves de Crépey (Faous de Crépey) ». Fiauve se prononçait souvent faou, d'où l'appellation de « Crépey les Fous ».

### Préhistoire et antiquité
Des traces d'occupations anciennes ont été mises en évidence sur le territoire communal (lieu dit les Tuilottes) et versées au Musée lorrain de Nancy, les artéfacts ont peut-être été abimés lors de son incendie en 1870.
D'après les chroniques il y aurait un établissement gallo-romain au lieu-dit la Ferté.

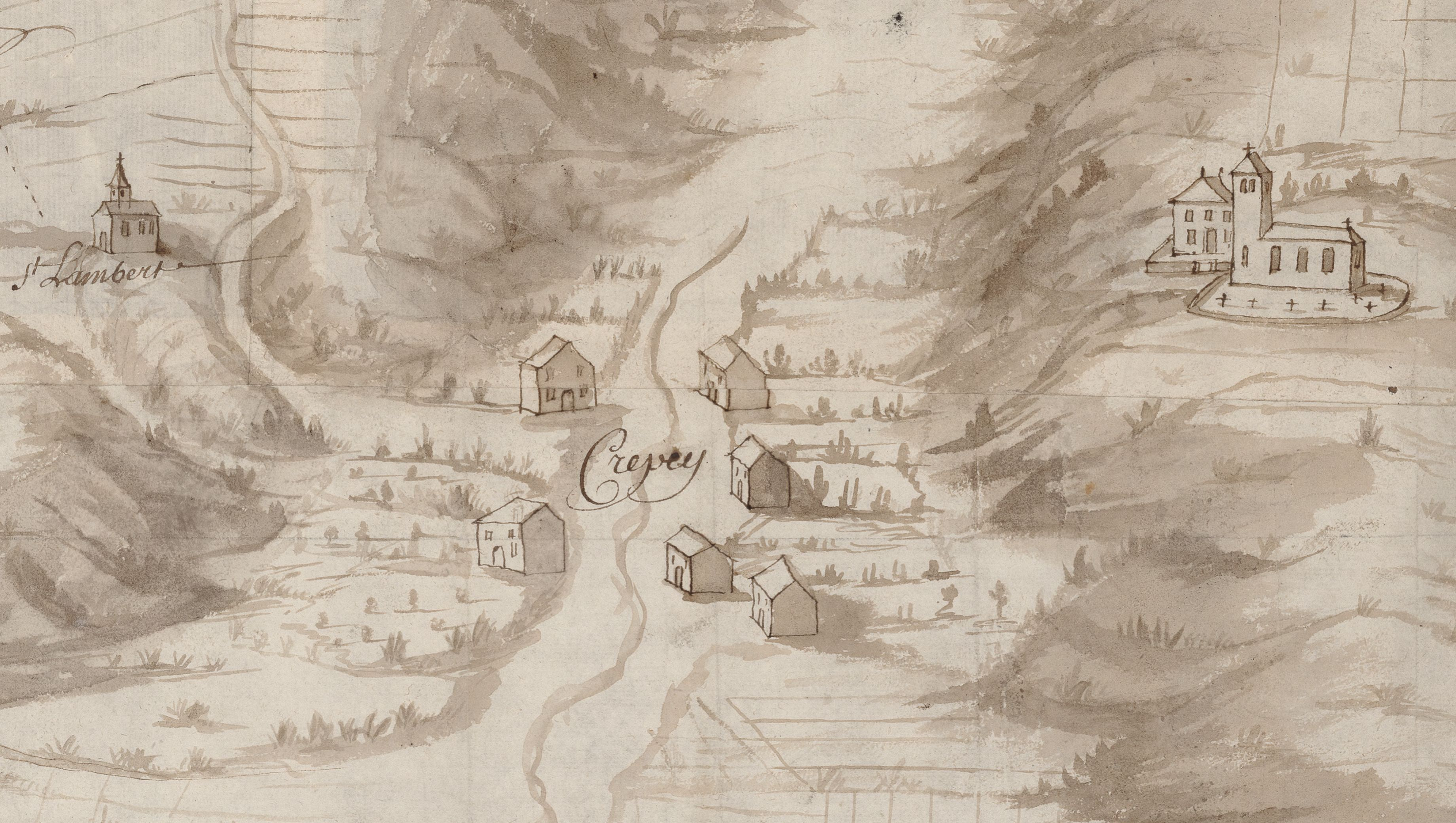
La commune de Crépey en 1726.

### Moyen Âge et Renaissance
Les chroniques historiques font remonter la fondation du village au IXe siècle ainsi que le précise Lepage :
«Dans une charte de l'évêque Frotaire, de 856, en faveur de l'abbaye Saint-Epvre de Toul; ce prélat donna aux religieux l'église de Crépey (basilicam de Crepiaco)»
En 936, l'empereur Othon accorde le patronage de la cure.
En 1280, un Vautrin de Crévéchamps (écuyer) reçoit des revenus de cette commune en échange de six semaines de garde par ses soins à Einville.

### Époque moderne
Le village fut traversé par les troupes en opération lors de la guerre de 1870. et des habitants cités lors du premier conflit mondial :
«M. l'abbé Bourguignon, curé de Crépey. - Le 28 avril 1918, cité à l'Ordre du 1210 Régiment d'Artillerie lourde (Ordre no 251) « Excellent serviteur, a toujours et partout fait son devoir, a été blessé deux fois dans l'exercice de ses fonctions de brigadier-brancardier(...))»
Le 20 juin 1940, le 132e RIF forme un dernier « carré » face à l'avance allemande[réf. nécessaire].
La commune abrita un dépôt de munitions de l'armée de l'air. Utilisé dès 1919, il est achevé en 1936 puis fermé le 21 mai 2014. Il porta les noms suivants : Compagnie de Munitions 642, DRMu 04.651, ESMu 04.651. Il faisait partie a sa dissolution de l'Établissement principal des munitions Alsace-Lorraine.

## Politique et administration
| Période                                  | Période      | Identité           | Étiquette | Qualité                           |
| ---------------------------------------- | ------------ | ------------------ | --------- | --------------------------------- |
| Les données manquantes sont à compléter. |              |                    |           |                                   |
|                                          |              | Robert Simon       |           |                                   |
|                                          |              | André Marchal      |           | Retraité de la Garde Républicaine |
|                                          | mars 1989    | Raymond Jénin      |           | Agriculteur                       |
| mars 1989                                | octobre 2000 | Jean-Marie Marchal |           | Ouvrier                           |
| mars 2001                                | mai 2020     | Andrée Rouyer      |           | Retraitée de la fonction publique |
| mai 2020                                 | En cours     | Daniel Thomassin,  |           | Ancien ouvrier                    |

## Population et société

### Démographie
L'évolution du nombre d'habitants est connue à travers les recensements de la population effectués dans la commune depuis 1793. Pour les communes de moins de 10 000 habitants, une enquête de recensement portant sur toute la population est réalisée tous les cinq ans, les populations de référence des années intermédiaires étant quant à elles estimées par interpolation ou extrapolation. Pour la commune, le premier recensement exhaustif entrant dans le cadre du nouveau dispositif a été réalisé en 2008.

En 2022, la commune comptait 386 habitants, en évolution de −1,53 % par rapport à 2016 (Meurthe-et-Moselle : −0,13 %, France hors Mayotte : +2,11 %).
| 1793 | 1800 | 1806 | 1821 | 1831 | 1836 | 1841 | 1846 | 1851 |
| ---- | ---- | ---- | ---- | ---- | ---- | ---- | ---- | ---- |
| 726  | 777  | 827  | 878  | 926  | 991  | 976  | 955  | 981  |

| 1856 | 1861 | 1872 | 1876 | 1881 | 1886 | 1891 | 1896 | 1901 |
| ---- | ---- | ---- | ---- | ---- | ---- | ---- | ---- | ---- |
| 880  | 913  | 817  | 817  | 765  | 725  | 721  | 630  | 561  |

| 1906 | 1911 | 1921 | 1926 | 1931 | 1936 | 1946 | 1954 | 1962 |
| ---- | ---- | ---- | ---- | ---- | ---- | ---- | ---- | ---- |
| 536  | 527  | 455  | 421  | 369  | 357  | 413  | 415  | 357  |

| 1968 | 1975 | 1982 | 1990 | 1999 | 2006 | 2008 | 2013 | 2018 |
| ---- | ---- | ---- | ---- | ---- | ---- | ---- | ---- | ---- |
| 347  | 314  | 297  | 274  | 272  | 326  | 341  | 380  | 397  |

| 2022 | - | - | - | - | - | - | - | - |
| ---- | - | - | - | - | - | - | - | - |
| 386  | - | - | - | - | - | - | - | - |

## Économie
Lepage précise dans sa notice sur ce bourg et pour la période du XIXe siècle : « Surf. territ. :1,075 hect. en terres lab., 122 en prés, 54 en vignes, 720 en bois. L'hectare semé en blé peut rapporter 10 hectol. 50 litres, en orge 15, en seigle 11, en avoine 18; planté en vignes 50. On y élève des bêtes à cornes et des chevaux. Il y a plusieurs carrières de pierres de taille. » Le village avait donc une tradition agricole et viticole, mais a possédé un artisanat de la pierre.(les Poirières, probable altération de pierrièr(es))

### Secteur primaire ouAgriculture
Le secteur primaire comprend, outre les exploitations agricoles et les élevages, les établissements liés à l’exploitation de la forêt et les pêcheurs.
D'après le recensement agricole 2010 du Ministère de l'agriculture (Agreste), la commune de Crépey était majoritairement orientée sur la polyculture et le poly - élevage (auparavant même production) sur une surface agricole utilisée d'environ 490 hectares (surface cultivable communale) en forte baisse depuis 1988 - Le cheptel en unité de gros bétail s'est réduit de 778 à 346 entre 1988 et 2010. Il n'y avait plus que 5 (14 auparavant) exploitations agricoles ayant leur siège dans la commune employant 6 unités de travail (19 auparavant).

## Culture locale et patrimoine

### Lieux et monuments
- Église de la Nativité-de-la-Vierge, reconstruite en 1787.
- Chapelle Saint-Lambert, remaniée XIXe siècle.
- Guéoir.

### Héraldique
| Blason de Crépey | Blason  | D'or au pairle réduit courbé de gueules accompagné en chef d'un fer à cheval de sable, à dextre d'un arbre de sinople et à senestre d'une gerbe de blé du même ; au chef ondé d'azur chargé d'un alérion d'argent accosté à dextre d'un caillou d'argent et à senestre d'un grelot du même. |
| Blason de Crépey | Détails | Blason adopté par la commune en septembre 2011. |